# A Bank (televíziós műsor)
A Bank magyar fejlesztésű kvíz show, melynek első évadát a TV2 vetítette 2019. április 23-tól. Összesen 33 részt készítettek az első évad során.
A műsorban 2 páros játszik, akik lehetnek szerelmesek, családtagok, barátok, de akár régi jó szomszédok is. A legfontosabb, hogy jól ismerjék egymást, és kölcsönös legyen a bizalom köztük.
A Bankban az idő az egyik legfontosabb tényező, a műsor lényege, hogy minél hamarabb helyes választ adjanak a játékosok a kérdésekre.
A műsor bekerült a Televíziós Újságírók Díja szavazás 2019 TOP 3 legjobb vetélkedője közé.
A műsor 4. helyezést ért el a PITCH & PLAY nemzetközi televíziós versenyen. 
A produkciót a Media Factory KFT fejlesztette.

## A játék menete
A kvízműsor két részből áll. Az első részben két páros játszik. Mindegyik párnak 3 kvízkérdésre kell válaszolnia. A negyedik a döntő kérdés. Amelyik páros több pénzt gyűjtött, az megy tovább. A második páros csak akkor kapja meg a negyedik kérdést, ha van még esélye. Az a pár, amelyik több pénzt gyűjtött, a másik pártól elrabolja a pénzt, míg a végén az egyik pár elbúcsúzik. Az összegyűjtött pénz a letétbe kerül.
A kvízjáték második részében a pár egyik tagja bemegy a páncélterembe. Annak a játékosnak, aki kint marad, 6 kvízkérdésre kell válaszolnia. Minden kérdés után a páncélteremben levő játékos kiválaszt egy trezort. Ha jó válasz, akkor a trezorban levő pénz hozzáadódik a nyereményhez, rossz válasz esetén levonódik. A második kérdésnél a páncélteremben levő játékos dönthet úgy, hogy ha kevés pénz van abban a trezorban, amit választott, akkor kihúzhat még egyet. A negyedik kérdésnél két trezort kell választani, jó válasz esetén a két trezor összege hozzáadódik az összegyűjtött pénzhez, rossz válasz esetén az összeg levonódik. A hatodik kérdésnél a bank felajánl egy trezort. A páncélteremben levő játékos eldönti, hogy elfogadja-e a bank ajánlatát, vagy ragaszkodik az általa kiválasztott trezorhoz.
A kvízjáték legvégén van egy kérdés, melyre mindkét játékosnak válaszolnia kell. Ha két különböző választ adnak, akkor a nyeremény elfeleződik. Zöld szín a jó választ, piros szín a rossz választ jelzi. A játékosok csak akkor nyernek pénzt, ha a legutolsó kérdésre helyesen válaszolnak. Ha a legutolsó kérdésre rossz választ adnak (piros szín esetén), akkor Stohl András nyitja ki a páncéltermet, és a játékosok nyeremény nélkül mennek haza.

## Stáblista
- Műsorvezető: Stohl András
- Producer: Kállai Krisztián
- Főszerkesztő: Lengyel Roland
- Rendező: László Péter
- Technikai rendező: Valter Antal
- Vezető operatőr: Körösi András
- Felelős szerkesztő: Görgényi Kolos
- Szerkesztők: Boros Norina, Bors Erika, Czifrik Rita
- Casting director: Juhász Viktor
- Teremőr: Lemák Dia
- Gyártásszervező: Kovács Tibor, Szabó Péter
- Felvételszervező: Deli Vivien
- Produkciós asszisztens: Arany Balázs
- Coach: Deák Emese
- Utómunka főszerkesztő: Kizner Mónika
- Vezető vágó: Váradi Zoltán
- Vágó: Belágyi Tamás, Jellinek Dóra, Szender Gábor, Varró Angelika
- Scripter : Gurubi Gyöngyi
- Díszlet: Karajz Zsolt, Simon Tamás, Szabó Edit
- Arculat: Karajz Zsolt, Lovas Sándor